# Campionato europeo di pallanuoto 1987 (maschile)
La XVIII edizione del campionato europeo di pallanuoto è stata disputata dal 16 al 23 agosto 1987 nel corso dei campionati europei LEN di Strasburgo (Francia).
Per l'ultima volta il torneo si è giocato con la formula del girone unico.

L'Unione Sovietica vince il suo terzo titolo continentale consecutivo, il quinto in assoluto, precedendo sul podio Jugoslavia e  Italia.

## Risultati
| Data     | Gara             | Gara    | Gara             |
| -------- | ---------------- | ------- | ---------------- |
| 16-08-87 | Ungheria         | 7 - 9   | Jugoslavia       |
| 16-08-87 | Unione Sovietica | 13 - 6  | Spagna           |
| 16-08-87 | Germania Ovest   | 11 - 5  | Bulgaria         |
| 16-08-87 | Italia           | 7 - 4   | Romania          |
| 17-08-87 | Jugoslavia       | 10 - 2  | Bulgaria         |
| 17-08-87 | Ungheria         | 7 - 5   | Spagna           |
| 17-08-87 | Unione Sovietica | 12 - 10 | Italia           |
| 17-08-87 | Germania Ovest   | 12 - 8  | Romania          |
| 18-08-87 | Spagna           | 6 - 8   | Jugoslavia       |
| 18-08-87 | Italia           | 11 - 9  | Ungheria         |
| 18-08-87 | Romania          | 8 - 3   | Bulgaria         |
| 18-08-87 | Unione Sovietica | 11 - 10 | Germania Ovest   |
| 19-08-87 | Spagna           | 14 - 6  | Bulgaria         |
| 19-08-87 | Italia           | 7 - 7   | Jugoslavia       |
| 19-08-87 | Romania          | 7 - 13  | Unione Sovietica |
| 19-08-87 | Germania Ovest   | 10 - 8  | Ungheria         |
| 21-08-87 | Unione Sovietica | 8 - 6   | Bulgaria         |
| 21-08-87 | Germania Ovest   | 8 - 11  | Jugoslavia       |
| 21-08-87 | Ungheria         | 12 - 10 | Romania          |
| 21-08-87 | Italia           | 10 - 7  | Spagna           |
| 22-08-87 | Unione Sovietica | 15 - 10 | Ungheria         |
| 22-08-87 | Germania Ovest   | 10 - 6  | Spagna           |
| 22-08-87 | Jugoslavia       | 14 - 7  | Romania          |
| 22-08-87 | Italia           | 8 - 4   | Bulgaria         |
| 23-08-87 | Unione Sovietica | 9 - 9   | Jugoslavia       |
| 23-08-87 | Germania Ovest   | 9 - 10  | Italia           |
| 23-08-87 | Spagna           | 9 - 5   | Romania          |
| 23-08-87 | Ungheria         | 7 - 5   | Bulgaria         |

## Classifica finale
|    | Squadra          | Punti | G | V | N | P | GF | GS | DR  |
| -- | ---------------- | ----- | - | - | - | - | -- | -- | --- |
|    | Unione Sovietica | 13    | 7 | 6 | 1 | 0 | 82 | 58 | +24 |
|    | Jugoslavia       | 12    | 7 | 5 | 2 | 0 | 68 | 46 | +22 |
|    | Italia           | 11    | 7 | 5 | 1 | 1 | 63 | 52 | +11 |
| 4. | Germania Ovest   | 8     | 7 | 4 | 0 | 3 | 70 | 60 | +10 |
| 5. | Ungheria         | 6     | 7 | 3 | 0 | 4 | 60 | 65 | -5  |
| 6. | Spagna           | 4     | 7 | 2 | 0 | 5 | 53 | 59 | -6  |
| 7. | Romania          | 2     | 7 | 1 | 0 | 6 | 49 | 70 | -21 |
| 8. | Bulgaria         | 0     | 7 | 0 | 0 | 7 | 31 | 66 | -35 |

### Campioni
| Oro |
| Unione Sovietica Evgenij Šaranov Oleg Švedov Aleksandr Kolotov Aleksandr Ogorodnikov Sergej Naumov Viktor Berendjuga Sergej Kotenko Dmitrij Apanasenko Giorgi Mshvenieradze Pavel Volkov Sergej Markoč Sergej Maksimov Vadim Rojdestvenskiy Mikhail Giorgadze |